# ایستگاه آخر
ایستگاه آخر فیلمی به کارگردانی شاپور قریب و نویسندگی عباس رافعی ساختهٔ سال ۱۳۸۹ است.

## داستان
یک غسال به همراه یک گورکن به دنبال ملاقات یکی از مسئولان هستند اما سرانجام او را در غسالخانه ملاقات می‌کنند.

## بازیگران
- ستاره اسکندری
- احمد مهران فر
- مهدی فقیه
- رامین راستاد
- میثم یوسفی
- افسانه بایگان
- پرویز عاشورنیا
- هوشنگ آخوندپور
- احمد خداکریم
- مهدی راشدی
- دستیار کارگردان : حسن علیرضایی